# Valea Albeștiului, Mureș
Valea Albeștiului este un sat în comuna Albești din județul Mureș, Transilvania, România.